# Acetogeneza
Acetogeneza je proces putem koga se formira acetat iz {\displaystyle {\ce {CO2}}} i izvora elektrona (npr., {\displaystyle {\ce {H2}}}, {\displaystyle {\ce {CO}}}, formata, etc.) u anaerobnim bakterijama pomoću reduktivnog acetil-KoA ili Vud-Ljungdahlovog puta. Različite bakterijske vrste koje imaju sposobnost vršenja acetogeneze se kolektivno nazivaju acetogenima. Neki acetogeni mogu da sintetišu acetat autotrofično iz ugljen-dioksida i vodoničnog gasa.

## Otkriće
Godine 1932, otkriveni su organizmi koji mogu da konvertuju vodonični gas i ugljen-dioksid u sirćetnu kiselinu. Prvu acetogenu bakterijsku vrstu, Clostridium aceticum, je otkrio Klas Tamo Vieringa 1936. godine. Druga vrsta, Moorella thermoacetica, je privukla pažnju nakon što je prvi put izolovana zbog svoje sposobnosti da konvertuje glukozu u tri mola sirćetne kiseline.

## Biohemija
Prekurzor sirćetne kiseline je tioestar acetil KoA. Ključni aspekti acetogenog puta su nekoliko reakcija kojima su obuhvaćene redukcija ugljen-dioksida do ugljen-monoksida i vezivanje ugljen-monoksida za metil grupu. Prvi proces katalizuje enzim ugljen-monoksidna dehidrogenaza. Sprezanje metil grupe (koju pruža metilkobalamin) i {\displaystyle {\ce {CO}}} katalizuje acetil KoA sintetaza.
2 

## Primene
Jedinstveni metabolizam acetogena je značajan u biotehnološkim primenama. U ugljeno hidratnim fermentacijama, reakcije dekarboksilacije dovode do gubitka ugljenika u obliku ugljen-dioksida. Taj gubitak je problem u smislu sve naglašenije potrebe za svođenjem {\displaystyle {\ce {CO2}}} emisija na minimum, kao i uspešne konkurencije za fosilna goriva sa proizvodnjom biogoriva koja je ograničena monetarnom vrednošću. Acetogeni mogu da fermentišu glukozu bez {\displaystyle {\ce {CO2}}} emisija i da je konvertuju do 3 acetata, što teoretski može da poveća prinos produkta za 50%. Acetogeneza ne zamenjuje glikolizu različitim putem, već se koristi za prihvatanje {\displaystyle {\ce {CO2}}} iz glikolize i njegovu upotrebu putem acetogeneze.

## Literatura
- Singleton P (2006). „Acetogenesis”. Dictionary of microbiology and molecular biology (3rd изд.). Chichester: John Wiley. ISBN 978-0-470-03545-0.